# Exsula flavomaculata
Exsula flavomaculata là một loài bướm đêm trong họ Noctuidae.